# Армінія Тауншип (округ Бредфорд, Пенсільванія)
Армінія Тауншип (англ. Armenia Township) — селище (англ. township) в США, в окрузі Бредфорд штату Пенсільванія. Населення — 210 осіб (2020).

## Демографія
Згідно з переписом 2010 року, у селищі мешкало 180 осіб у 76 домогосподарствах у складі 56 родин. Було 196 помешкань
Расовий склад населення:
| - 100,0 % — білих |

До двох чи більше рас належало 0,0 %. Частка іспаномовних становила 0,0 % від усіх жителів.
За віковим діапазоном населення розподілялося таким чином: 17,2 % — особи молодші 18 років, 56,7 % — особи у віці 18—64 років, 26,1 % — особи у віці 65 років та старші. Медіана віку мешканця становила 49,3 року. На 100 осіб жіночої статі у селищі припадало 119,5 чоловіків;  на 100 жінок у віці від 18 років та старших — 119,1 чоловіків також старших 18 років.
Середній дохід на одне домашнє господарство  становив 55 643 долари США (медіана — 49 375), а середній дохід на одну сім'ю — 47 943 долари (медіана — 43 542). За межею бідності перебувало 9,9 % осіб, у тому числі 12,2 % дітей у віці до 18 років та 16,3 % осіб у віці 65 років та старших.
Цивільне працевлаштоване населення становило 85 осіб. Основні галузі зайнятості: виробництво — 27,1 %, роздрібна торгівля — 18,8 %, будівництво — 17,6 %.